# Monte Santa Maria
Il Monte Santa Maria (575m s.l.m.) è un rilievo collinare delle ultime propaggini dei Monti Aurunci, che sovrasta Formia in provincia di Latina nel Lazio. 
Inserito nel sentiero trekking nr 954 (Località Acerbara - Monte Tuonaco) del Parco Naturale dei Monti Aurunci, risulta essere uno dei punti più spettacolari dal panorama mozzafiato sul Golfo di Gaeta. 